# أنوشكا ديلون
أنوشكا ديلون (بالفرنسية: Anouchka Delon) هي ممثلة فرنسية هولندية. ولدت في 25 نوفمبر 1990 في جين، بفرنسا.

## روابط خارجية
- أنوشكا ديلون على موقع IMDb (الإنجليزية)
- أنوشكا ديلون على موقع روتن توميتوز (الإنجليزية)
- أنوشكا ديلون على موقع ألو سيني (الفرنسية)
- أنوشكا ديلون على موقع قاعدة بيانات الفيلم (الإنجليزية)
- أنوشكا ديلون على موقع كينوبويسك (الروسية)